# Ungerundeter fast offener Vorderzungenvokal
Lautliche und orthographische Realisierung des ungerundeten fast offenen Vorderzungenvokals in verschiedenen Sprachen:
- Aserbaidschanisch [⁠æ⁠]: ə

- Englisch [⁠æ⁠]: a
  - Beispiel: rat [ɹæt]

- Finnisch [⁠æ⁠]: ä
  - Beispiel: seinä (Wand) [ˈseinæ]

- Norwegisch [⁠æ⁠]: æ
  - Beispiel: ærlig (ehrlich) [æːrli]